# Fjelebo (naturreservat)
Fjelebo är ett naturreservat i Nybro kommun i Kalmar län.
Området är naturskyddat sedan 1957 och är 1,7 hektar stort. Reservatet består en slåtteräng med många hävdgynnade växter som                          
grönsippa, sommarfibbla, ängsvädd, prästkrage, svinrot och stagg. 